# Andalucía es de cine
Andalucía es de cine es la mayor y más completa enciclopedia audiovisual de las ciudades, pueblos, municipios y paisajes de Andalucía, en España, elaborada con la más avanzada tecnología. La colección permite tener una nueva e inédita visión de la comunidad con las imágenes aéreas que complementan a los cuidados panoramas terrestres. 
Producida por Juan Lebrón (Semana Santa, Sevillanas, Flamenco) y dirigida por Manuel Gutiérrez Aragón (El caballero Don Quijote, Visionarios, Demonios en el jardín, Maravillas), la serie ha contado con la participación de técnicos de la profesión cinematográfica en España como los directores de fotografía como José Luis Alcaine, Alfredo Mayo, Juan Amorós y José Morón, el operador aéreo Luis Berraquero o el montador José Salcedo. 
De igual forma, los textos que acompañan las imágenes vienen firmados por el escritor José Manuel Caballero Bonald, a cuyas palabras ha puesto voz el actor Juan Luis Galiardo.
El conjunto de esta obra de carácter enciclopédico supone el mayor esfuerzo hecho hasta ahora en Andalucía por establecer un completo y espectacular archivo audiovisual, mostrando en todo su esplendor cinematográfico el horizonte y los contrastados paisajes andaluces, sus emplazamientos monumentales y la riqueza patrimonial y urbanística de sus pueblos y ciudades.
Con una inversión económica de más de 5.200.000 euros, se emplearon tres años de rodaje y postproducción y se utilizó la mejor tecnología de filmación disponible (helicópteros equipados con mecanismos estabilizadores para las imágenes aéreas, steadycams y travellings inverosímiles para las imágenes terrestres) y técnicas de tratamiento digital de imagen de última generación (se ha contado con Michael Illingworth y Steven Murgatroyd, técnicos de efectos digitales que han participado en películas como Gladiator o Harry Potter), dando como resultado un conjunto único de piezas breves que, en un nuevo y moderno formato acorde a los tiempos, sintetizan la esencia, la riqueza y la diversidad del paisaje y la geografía de Andalucía.
El punto de vista aéreo, con su complemento terrestre,  ofrece una visión inédita y perspectivas hasta ahora desconocidas de los lugares más emblemáticos y representativos de la región, seleccionados en virtud de su importancia demográfica, económica, geográfica e histórica, sin olvidar, desde luego, sus intrínsecos valores visuales. Esta riqueza de imágenes se culmina con una cuidada narración y ambientación musical. Como resultado, las ocho provincias andaluzas cuentan con una sólida y equilibrada presencia en el conjunto de los 250 capítulos de la serie.
Desde su estreno en Canal Sur TV, la serie ha acumulado más de 285.000.000 de espectadores (Sofres). Ha copado la lista de los diez documentales más vistos en el Canal Andaluz (Egeda) y el primer puesto a nivel nacional. Los más de 185.000 DVD distribuidos hasta la  fecha, la sitúan como líder a mucha distancia, en el mercado audiovisual andaluz. La Web www.andaluciaesdecine.com, la señalan como una de las páginas de consulta más visitadas sobre Andalucía en Internet. Prensa, radio y televisión la han saludado  casi unánimemente, como una de las producciones audiovisuales que más han contribuido al conocimiento y la divulgación de la geografía andaluza.
Tras varios años de emisión ininterrumpida tanto en Canal Sur como en Canal 2 Andalucía, se realizó una serie de 13 programas especiales, de 25 minutos de duración cada uno, dedicados en conjunto a cada provincia andaluza, a la costa atlántica, la mediterránea, Sierra Morena y las Béticas, el río Guadalquivir y las sierras meridionales. Estos especiales eran conducidos por la actriz Kiti Manver.
En definitiva, la serie constituye un hito respecto a la imagen de la región, en cuanto a su proyección y difusión entre los andaluces y más allá de los límites de esta comunidad autónoma. Se trata, en suma, de difundir la imagen más fiel y actualizada de Andalucía bajo el sello de la máxima calidad.
En 2011 Canal Sur volvió a reemitir todos los episodios de la serie.

## Premios
La serie recibió varios premios, tanto por su cuidada estética como por su labor educativa. Entre estos premios, se encuentran:
- Premio 28 de febrero, otorgado por el consejo asesor de RTVE-Andalucía, al mejor apartado de televisión (2003).[1]
- Premio Al-Andalus, entregado por la asociación cultural homónima de Palma del Río, a la comunicación (febrero de 2004).
- Premio de la ATEA (Asociación de Telespectadores de Andalucía) al mejor programa de difusión andaluza (2004).

## Colección de DVD
Debido al éxito de la serie, se editó una colección de DVD con los episodios de la serie, de la que se distribuyeron más de 185.000 copias. La colección está formada por 10 DVD narrados tanto en castellano como en inglés por Robin Ellis, una de las grandes voces anglosajonas y con subtítulos en castellano, inglés, francés, alemán e italiano.:
1. Adra - Aracena
2. Arcos de la Frontera - Cabra
3. Cádiz - Cortes de la Frontera
4. Cuevas de Almanzora - Gibraleón
5. Granada - Jaén
6. Jerez de la Frontera - Mancha Real
7. Marbella - Órgiva y La Alpujarra
8. Osuna - San Fernando
9. Sanlúcar de Barrameda - Torreperogil
10. Trevélez - Zuheros